# Gigthis
Gigthis (em árabe: جكتيس) é um sítio arqueológico situado no sudeste da Tunísia, na província de Médenine, junto à margem do golfo de Boughrara e em frente à ilha de Djerba. Ali se ergueu uma cidade situada na estrada romana que ligava Cartago a Léptis Magna.
De origem cartaginesa, Gigthis era parte do território sob o domínio cartaginês no século VI a.C. No século I a.C. era uma cidade com um tecido urbano muito  elaborado. No entanto, só durante o reinado de Antonino Pio (r. 138–161) se torna um município. A partir daí não cessa de se expandir até se tornat, graças ao seu desenvolvimento económico, no principal, mais belo e mais próspero entreposto do golfo de Boughrara, em torno do qual gravitavam as restantes localidades costeiras vizinhas.
No centro de Gigthis encontra-se o fórum romano, em redor dos quais se erguia, os edifícios religiosos e oficiais, entre eles o o capitólio, o mais importante. Há vestígios de várias habitações burguesas, algumas com ruínas de belos corredores pavimentados de mosaicos monocromáticos e policromáticos.